# Козинська волость (Вовчанський повіт)
Козинська волость — адміністративно-територіальна одиниця Вовчанського повіту Харківської губернії.
Найбільше поселення волості станом на 1914 рік:
- слобода Козинка — 4736 мешканців.

Старшиною волості був Орлов Тихін Кирилович, волосним писарем — Григор'єв Василь Миколайович, головою волосного суду — Риков Микола Семенович.